# San Mateo (Lima)
San Mateo de Huánchor es una localidad peruana, capital del distrito homónimo ubicado en la provincia de Huarochirí en el departamento de Lima. Administrativamente se halla en la circunscripción del Gobierno Regional de Lima. Se encuentra a una altitud de 3149 m s. n. m. Tiene una población de 3347 habitantes en 1993.
El pueblo de San Mateo fue declarado monumento histórico del Perú el 3 de junio de 1991 mediante el R.J.N° 782-91-INC/J.

## Clima
| Parámetros climáticos promedio de San Mateo | Parámetros climáticos promedio de San Mateo | Parámetros climáticos promedio de San Mateo | Parámetros climáticos promedio de San Mateo | Parámetros climáticos promedio de San Mateo | Parámetros climáticos promedio de San Mateo | Parámetros climáticos promedio de San Mateo | Parámetros climáticos promedio de San Mateo | Parámetros climáticos promedio de San Mateo | Parámetros climáticos promedio de San Mateo | Parámetros climáticos promedio de San Mateo | Parámetros climáticos promedio de San Mateo | Parámetros climáticos promedio de San Mateo | Parámetros climáticos promedio de San Mateo |
| Mes                                         | Ene.                                        | Feb.                                        | Mar.                                        | Abr.                                        | May.                                        | Jun.                                        | Jul.                                        | Ago.                                        | Sep.                                        | Oct.                                        | Nov.                                        | Dic.                                        | Anual                                       |
| ------------------------------------------- | ------------------------------------------- | ------------------------------------------- | ------------------------------------------- | ------------------------------------------- | ------------------------------------------- | ------------------------------------------- | ------------------------------------------- | ------------------------------------------- | ------------------------------------------- | ------------------------------------------- | ------------------------------------------- | ------------------------------------------- | ------------------------------------------- |
| Temp. máx. media (°C)                       | 16.9                                        | 16.6                                        | 16.5                                        | 17                                          | 16.5                                        | 16.2                                        | 16.1                                        | 16.5                                        | 16.4                                        | 16.8                                        | 17.2                                        | 17                                          | 16.6                                        |
| Temp. media (°C)                            | 10.8                                        | 10.8                                        | 10.5                                        | 10.3                                        | 9                                           | 8.1                                         | 7.8                                         | 8.3                                         | 9                                           | 9.8                                         | 10.1                                        | 10.1                                        | 9.6                                         |
| Temp. mín. media (°C)                       | 4.7                                         | 5.1                                         | 4.5                                         | 3.6                                         | 1.6                                         | 0                                           | -0.5                                        | 0.1                                         | 1.7                                         | 2.8                                         | 3                                           | 3.3                                         | 2.5                                         |
| Precipitación total (mm)                    | 63                                          | 81                                          | 101                                         | 24                                          | 5                                           | 1                                           | 0                                           | 1                                           | 5                                           | 14                                          | 14                                          | 33                                          | 342                                         |
| Fuente: climate-data.org                    |                                             |                                             |                                             |                                             |                                             |                                             |                                             |                                             |                                             |                                             |                                             |                                             |                                             |